# 丹尼斯·尼基京
丹尼斯·葉夫根尼耶維奇·卡普斯京（羅馬化：Denis Yevgenyevich Kapustin；1984年3月9日—），以化名丹尼斯·尼基京（Денис Никитин）更爲人熟知，也以他的代號、呼號及創立的品牌名稱「白霸王」（White Rex）而聞名。他是前足球流氓和企業家。他被俄羅斯媒體描述為極右翼和新納粹份子，但他自稱是民族主義者。他於2022年在烏克蘭創立了俄羅斯志願軍團，並擔任該組織的領導人。俄羅斯政府將他列為恐怖分子。

## 生平
卡普斯京於1984年出生於蘇聯莫斯科，當他17歲時他與他家人通過猶太人難民計劃移居德國科隆。在抵達德國後不久，他改用了「丹尼斯·尼基京」的名字，並成為了足球流氓團體的成員。根據尼基京的說法，他「是一個街頭男孩，一個光頭黨，喜歡打男人的臉。」他並表示「我不喜歡足球，我喜歡打架。我不能說出任何球員的名字，我也不知道足球俱樂部的歷史，我很難找到一個體育場。」他積極地向極右翼和新納粹份子推廣綜合格鬥比賽。幾年後，他回到了俄羅斯，而他的家人留在了科隆。北萊茵-威斯特法倫州內政部將他列為德國最有影響力的新納粹主義活動家之一，並指出他將該國內極右翼戰鬥次文化專業化。
尼基京幾乎與所有歐洲國家的極右翼份子都有聯繫，並在芬蘭、法國、捷克共和國、羅馬尼亞、俄羅斯、烏克蘭等國家舉辦綜合格鬥比賽，還為威爾斯和瑞士的民族主義運動舉辦了戰鬥講習班。2013年，尼基京想在白俄羅斯組織一場比賽，但被當地警察禁止。新納粹問題研究員羅伯特·克勞斯（Robert Klaus）形容尼基京是「歐洲最危險的新納粹分子之一」。
俄羅斯媒體《生意人報》報導指他返回俄羅斯之後在莫斯科長期從事各種工作，籌集到足夠的資金後，尼基京於2008年創立運動品牌「白霸王」，服裝大多是帶有納粹標誌，例如黑太陽，其品牌深受極右翼份子和新納粹份子歡迎。由於他被指控進行極右翼活動，使他在2019年被禁止進入申根區10年，包括瑞士，但他仍然在歐洲極右翼圈子中活躍。

## 事蹟

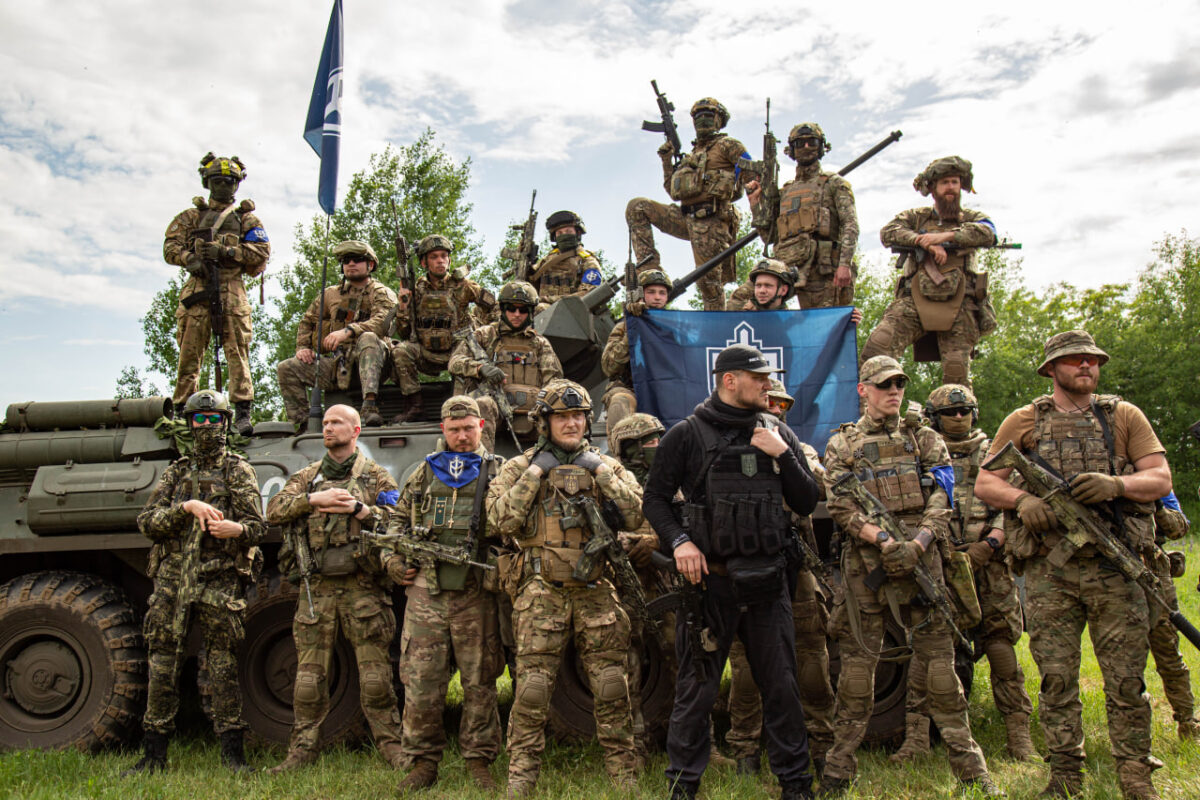
2023年5月24日，俄羅斯志願軍團成員所拍攝的合照；穿黑衣者為傑尼斯·尼基京

2018年，尼基京移居烏克蘭，他是烏克蘭廣場革命的支持者。在政治觀點上，尼基京反對俄羅斯總統弗拉基米爾·普京的作為，形容普京為「將成群結隊高加索亞裔殺手送入烏克蘭的禿頭瘋子」。他認為俄羅斯民族主義走上錯誤的道路，俄羅斯人應該建立一個單一斯拉夫民族國家，反對「俄羅斯世界」所提倡的種族多元，並發布了一段影片，呼籲白人民族主義者與普京作戰，因為俄羅斯「已經成為一個警察國家」。而他對烏克蘭總統弗拉基米爾·澤連斯基發表了負面言論，因為澤連斯基是猶太人，「提倡最糟糕的自由主義價值觀」，但說普京更糟。研究尼基京的記者邁克爾·科爾本（Michael Colborne）表示，尼基京的立場看似矛盾，儘管尼基京形容自己「一生都是俄羅斯民族主義者」，但記者認為他的思想更貼近白人至上主義多於俄羅斯民族主義。
在2022年俄羅斯入侵烏克蘭後，尼基京成立了俄羅斯志願軍團，站在烏克蘭一邊與俄羅斯軍隊作戰。在尼基京發表的影片聲明中，他表示「我們不是作為一個轉移注意力的團體來到這裏的；我們是一支來到自己土地上的解放軍，與普京的軍隊、屠夫和強姦犯不同，我們不與平民作戰。我們來這裡是為了解放你們。我們敦促你們拿起武器，與普京的血腥政權作鬥爭。」2022年10月，他發表了宣言，稱自己是烏克蘭武裝部隊的一員，但烏克蘭官員未對此發表評論。
2023年3月，他與幾名俄羅斯志願軍團成員一起襲擊了布良斯克州。此後，他被俄羅斯視為恐怖分子。他還被指控在襲擊布良斯克行動期間試圖暗殺俄羅斯億萬富翁康斯坦丁·馬洛費耶夫。2023年5月，尼基京及俄羅斯志願軍團與俄羅斯自由軍團一起參加了對別爾哥羅德州的進攻。
前頓涅茨克人民共和國武裝部隊的指揮官伊戈爾·斯特列爾科夫稱尼基京為「俄羅斯民族的叛徒」。